# Pictetiella
Pictetiella is een geslacht van steenvliegen uit de familie Perlodidae. De wetenschappelijke naam van het geslacht is voor het eerst geldig gepubliceerd in 1966 door Illies.

## Soorten
Pictetiella omvat de volgende soorten:
- Pictetiella asiatica Zwick & Levanidova, 1971
- Pictetiella expansa (Banks, 1920)
- Pictetiella lechleitneri Stark & Kondratieff, 2004
- Pictetiella zwicki Zhiltzova, 1976